# Per Thomas Linders
Per Thomas Linders, detto Pelle (Onsala, 21 settembre 1975), è un ex pallamanista svedese.
Debuttò in patria nell'IFK Skövde, dove giocò dal 1995 al 2000.
Nel 2000 passò alla compagine danese del Kolding IF, e dopo 5 ottime stagioni fu ingaggiato dalla squadra tedesca del THW Kiel, in cui ha militato dal 2005 al 2007, quando s'è trasferito ad un'altra squadra danese, il club FCK Håndbold. Nella nazionale svedese di pallamano ha sinora giocato 60 partite segnando 105 gol.
Col Kolding IF ha vinto consecutivamente il campionato danese dal 2001 al 2005. A Kiel ha vinto il campionato tedesco nel 2006 e nel 2007 e la EHF Champions League del 2007.